# Ateopa
Ateopa är en ort i Mexiko.   Den ligger i kommunen Alpatláhuac och delstaten Veracruz, i den sydöstra delen av landet, 210 km öster om huvudstaden Mexico City. Ateopa ligger 1 871 meter över havet och antalet invånare är 501.
Terrängen runt Ateopa är huvudsakligen kuperad, men västerut är den bergig. Terrängen runt Ateopa sluttar österut. Runt Ateopa är det tätbefolkat, med 331 invånare per kvadratkilometer. Närmaste större samhälle är Huatusco de Chicuellar, 15,0 km öster om Ateopa. Omgivningarna runt Ateopa är en mosaik av jordbruksmark och naturlig växtlighet.